# Long Live the Kane
Long Live the Kane è il primo album in studio del rapper statunitense Big Daddy Kane, pubblicato nel 1988, durante la cosiddetta età dell'oro dell'hip hop.

## Tracce
1. Long Live the Kane – 4:55
2. Raw (Remix) – 5:45
3. Set It Off – 4:07
4. The Day You're Mine – 5:12
5. On the Bugged Tip (feat. Scoob Lover) – 3:18
6. Ain't No Half-Steppin' – 5:18
7. I'll Take You There – 4:55
8. Just Rhymin' with Biz (feat. Biz Markie) – 4:02
9. Mister Cee's Master Plan (feat. Mister Cee) – 5:24
10. Word to the Mother (Land) – 3:09